# República de la Estrella del Norte
La República de la Estrella del Norte (REN-ML) (o la República Popular de la Estrella del Norte) es una organización política de ideología marxista-leninista que aboga por la secesión de Minnesota, Wisconsin, y la Península superior de Míchigan de los Estados Unidos de América convirtiéndose en una república socialista que llaman la República de la Estrella del Norte. 
El grupo central formado el 4 de julio de 2003 por militantes anteriores de varias organizaciones de izquierda a nivel nacional como el Partido Comunista Revolucionario de los Estados Unidos y Partido Obrero Socialista. Aunque la dirección de grupos se centre en la ciudad de Minneapolis, donde se organizan charlas semanales y debates mensuales sobre películas, el REN-ML tiene miembros a través del medio oeste de Estados Unidos que contribuyen a las actividades del grupo.